# 薄明光線

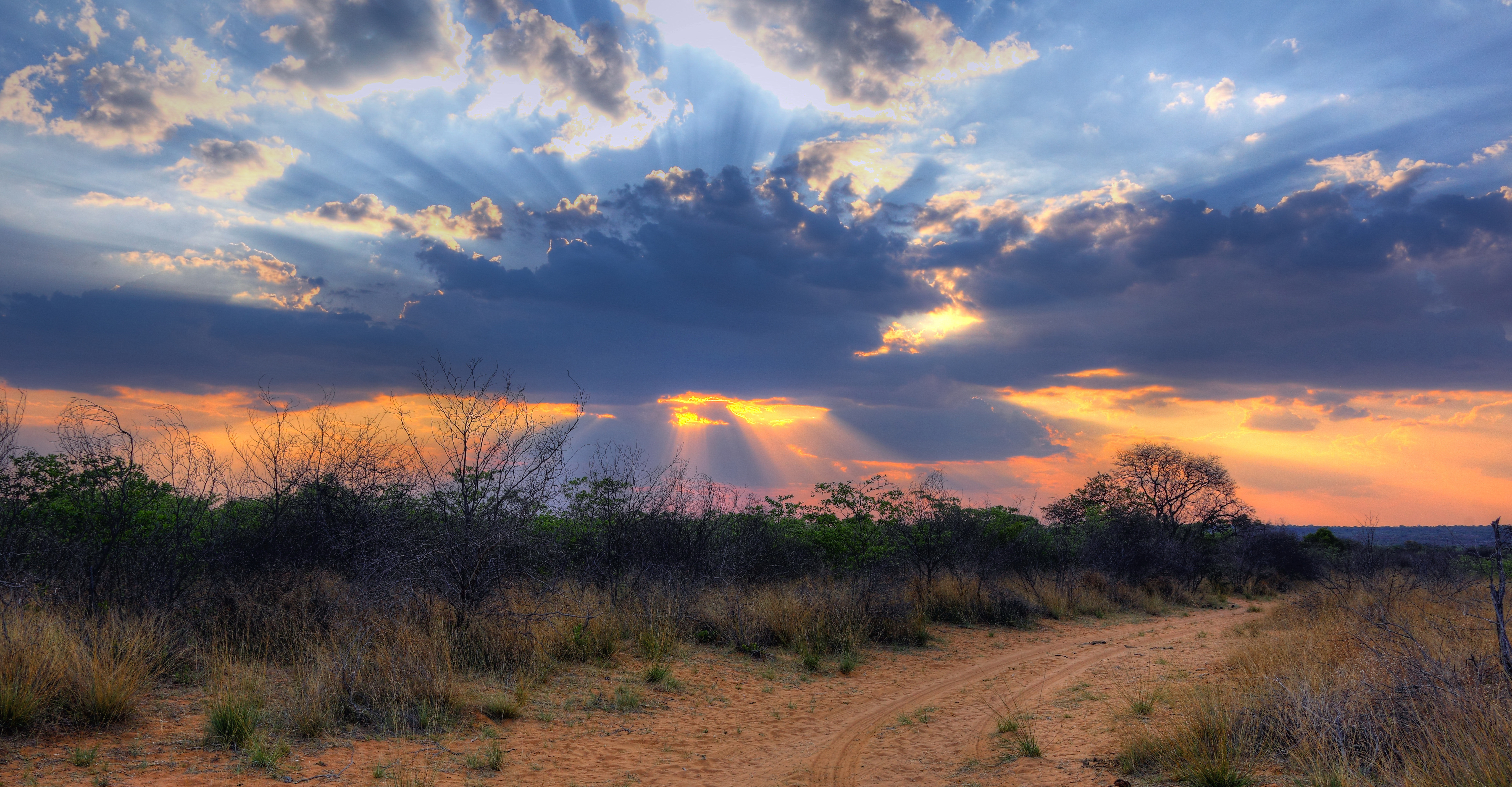
雲の上下両方向に差す薄明光線

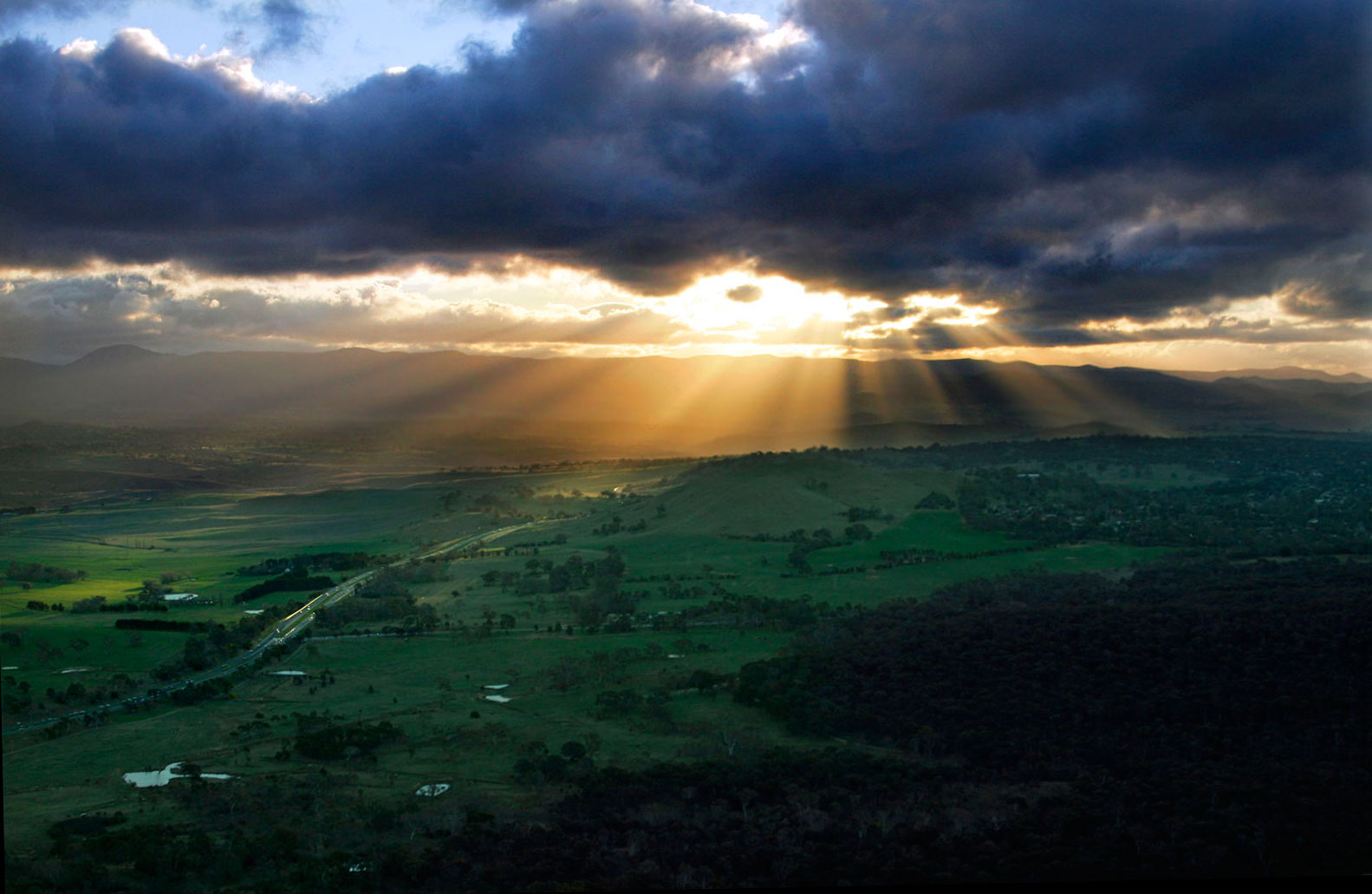
雲の下方に差す薄明光線

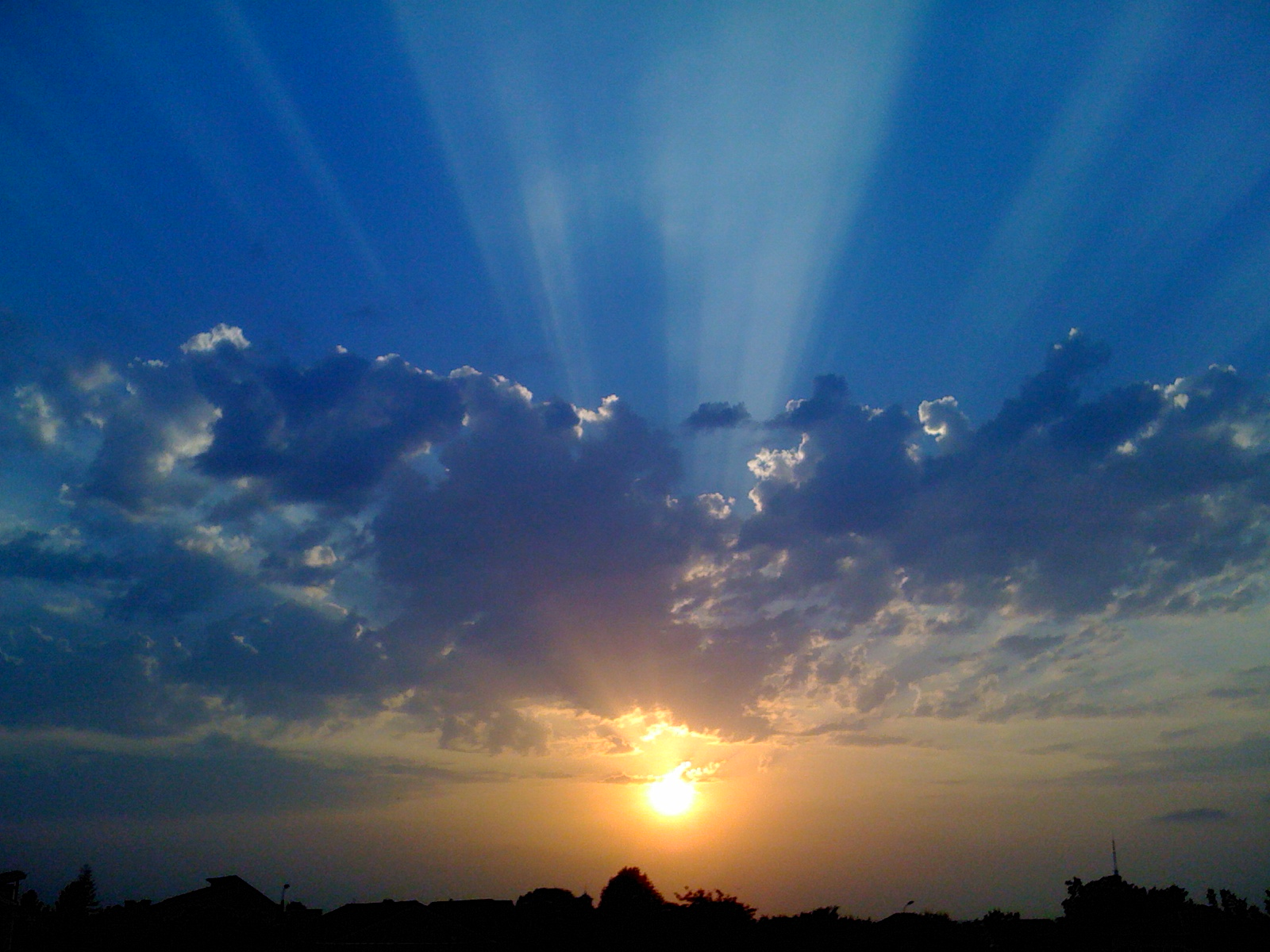
通常とは逆に、雲の切れ間から上空に向かって光が出る薄明光線

薄明光線（はくめいこうせん、英語: crepuscular rays）は、太陽が雲に隠れているとき、雲の切れ間あるいは端から光が漏れ、光線の柱が放射状に地上へ降り注いで見える現象の俗称。通常とは逆に、雲の切れ間から上空に向かって光が出ることもある。おもに、地上から見た太陽の角度が低くなる早朝や夕方に見られる。世界中の人々の間で美しい自然現象と認識されており、写真撮影における人気も高い。

## 名称
「薄明光線」のほか、別名が多数ある。気象現象としては「薄明光線」、その他業種や地域環境によって様々な呼び名がある。
- 光芒
- 天使の梯子（てんしのはしご、angel's ladder）[要出典]
- 天使の階段（angel's stairs, angel's stairway）[要出典]
- ゴッドレイ（God Ray）[要出典]
- ヤコブの梯子（Jacob's ladder）[要出典]
- レンブラント光線[要出典]

ヤコブの梯子、天使の梯子という名称は、『旧約聖書創世記』28章12節に由来する。この記述では、ヤコブが夢の中で、雲の切れ間から差す光のような梯子が天から地上に伸び、そこを天使が上り下りしている光景を見たとされる。このことからやがて自然現象もそのように呼ばれるようになった。
レンブラント光線という名称は、レンブラント・ファン・レインがこれを好んで描いたことに由来する。その結果、絵画表現上においては、コントラストが強くなり、光の当たる部分と闇の部分との対比を強調され非日常的な雰囲気や宗教的な神々しさを表現することに成功した。
晩年の開高健は、しばしばテレビなどで好んで「レンブラント光線」という言葉を口にした。宮沢賢治はこの現象を「光のパイプオルガン」と表現している。

## 発生条件

### 雲
積層雲、層雲、乱層雲、巻積雲、高積雲、積乱雲など、太陽光線をさえぎるくらいの厚みがあって、かつ切れ間のある雲の発生が必要である。このほか、森や林などでは、枝葉の間から光が差して同じような現象（木漏れ日）が見られることがある。

### 空気
大気がエアロゾル状態にあり、エアロゾル粒子が比較的多くしかも透過率が高いときに起こる。そのため、薄明光線はチンダル現象の一種である。
簡潔に言えば、雲の切れ間の下に、雲を構成する水滴（雲粒）よりも小さく、目に見えない水滴が多数浮遊した状態であれば、光が散乱されて光芒が見えるようになる。水滴が多いと散乱過剰になって、光芒が途中で消え地上に届かなくなる。また、水滴が少ないと散乱過少になり、光芒が薄く見えにくくなってしまう。

### 時期・時間
特に空気の澄んだ、秋から冬にかけ見られることも多いが、条件が整えば季節を問わず見ることができる。
時間帯別では、太陽の角度が低くなる早朝および夕方に多く見られる。これは、太陽が真上から照らす昼は、光線が垂直に伸び、放射状には見えないためである。

## ギャラリー

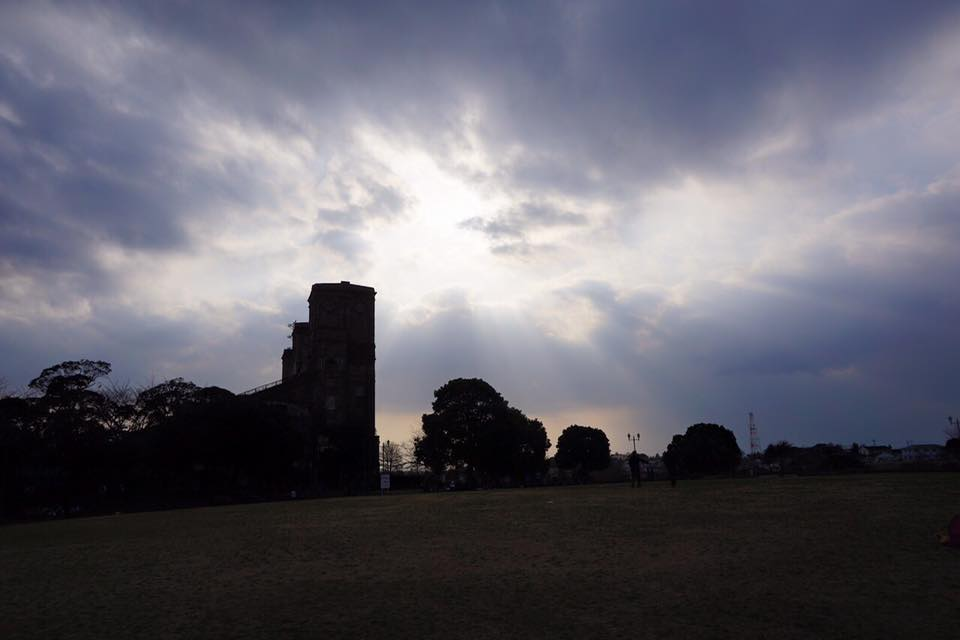
天使のはしご KN 森林公園
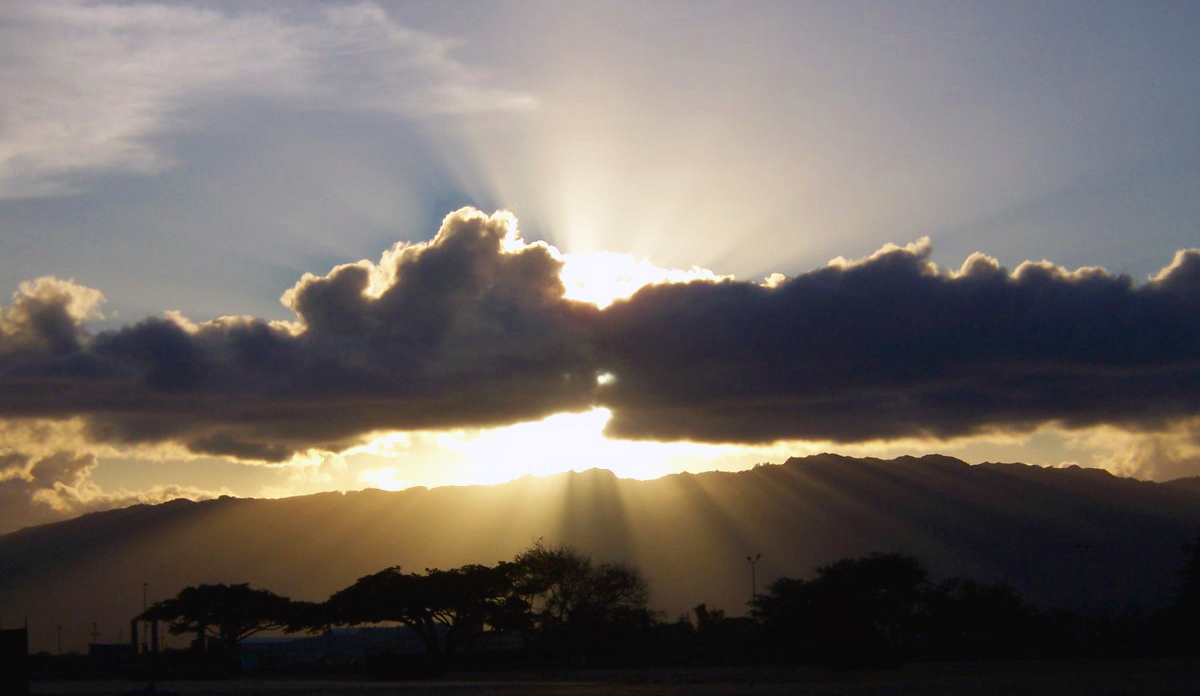
上下に伸びる薄明光線、ハワイ真珠湾にて
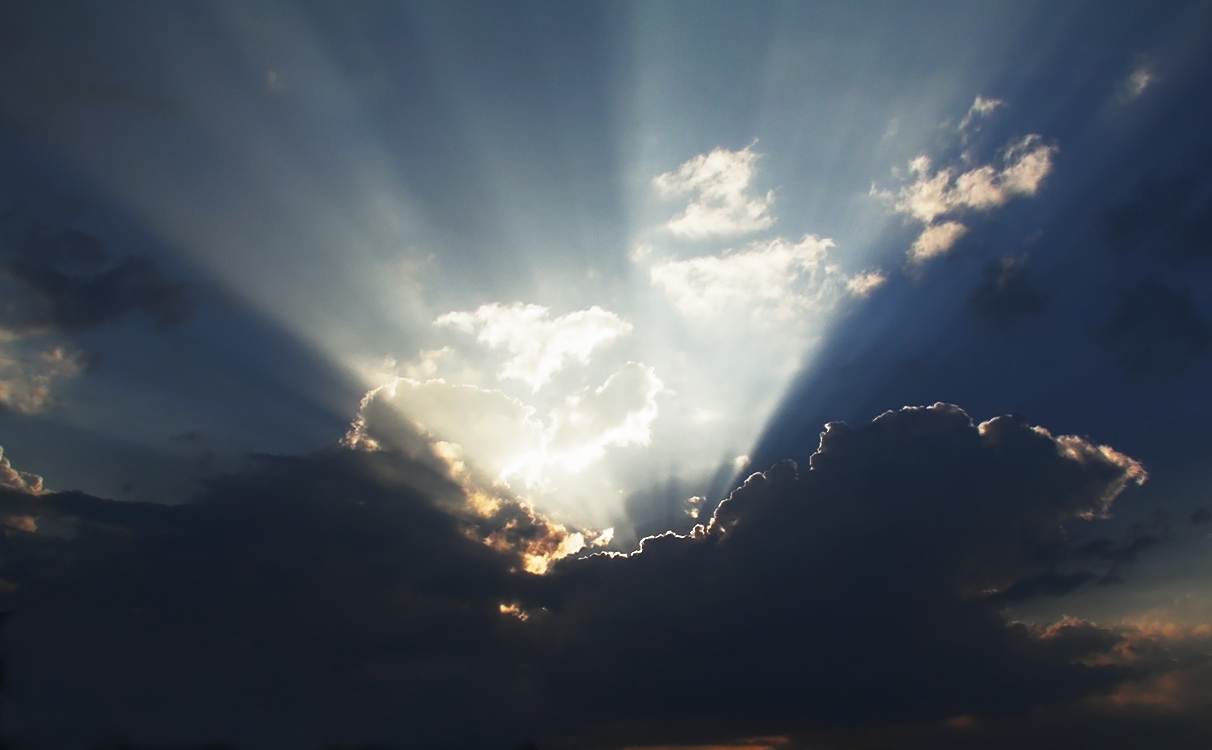
雲の背後に延びる薄明光線
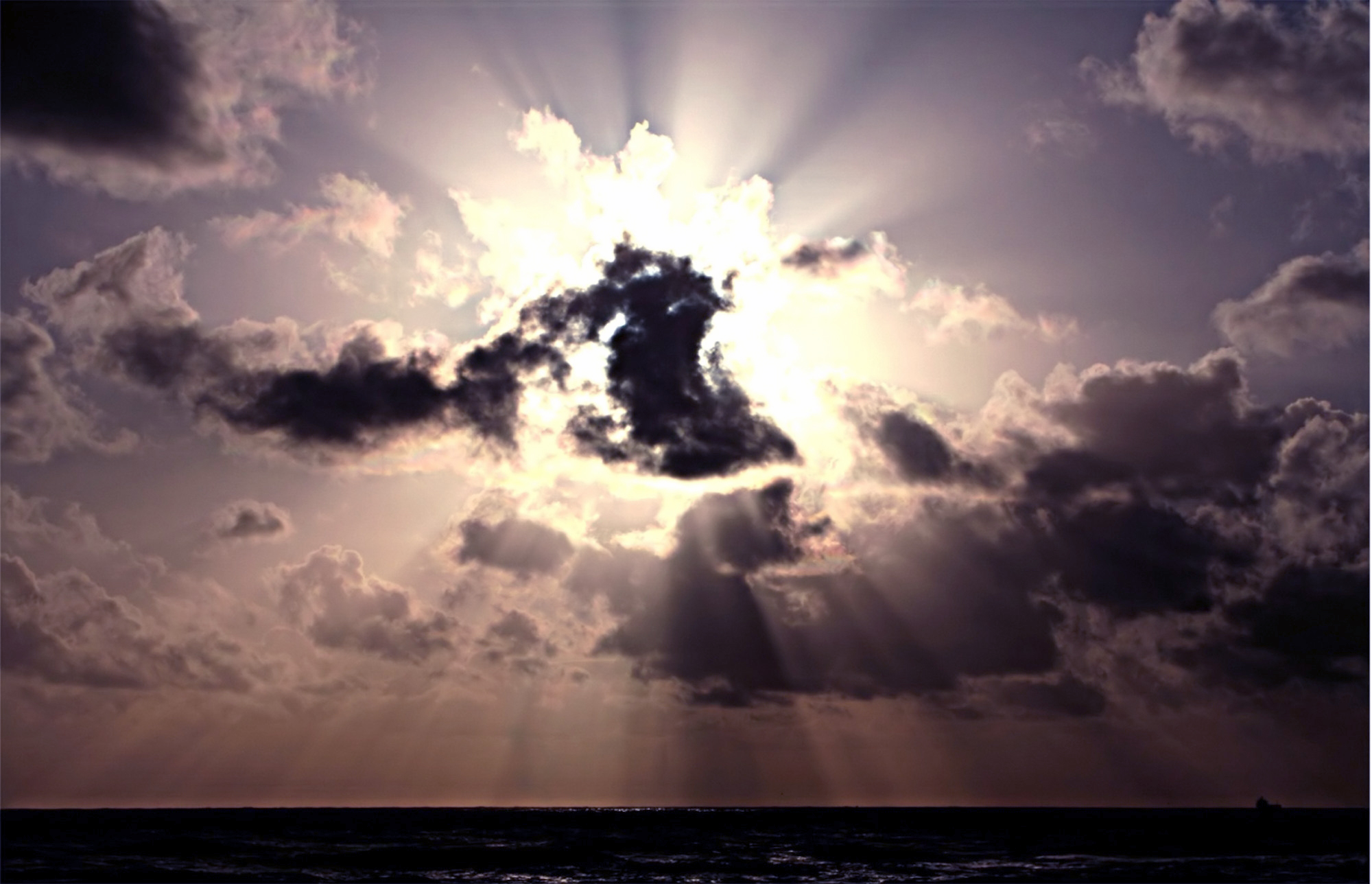
雲片を中心に全方向に向かって広がる薄明光線
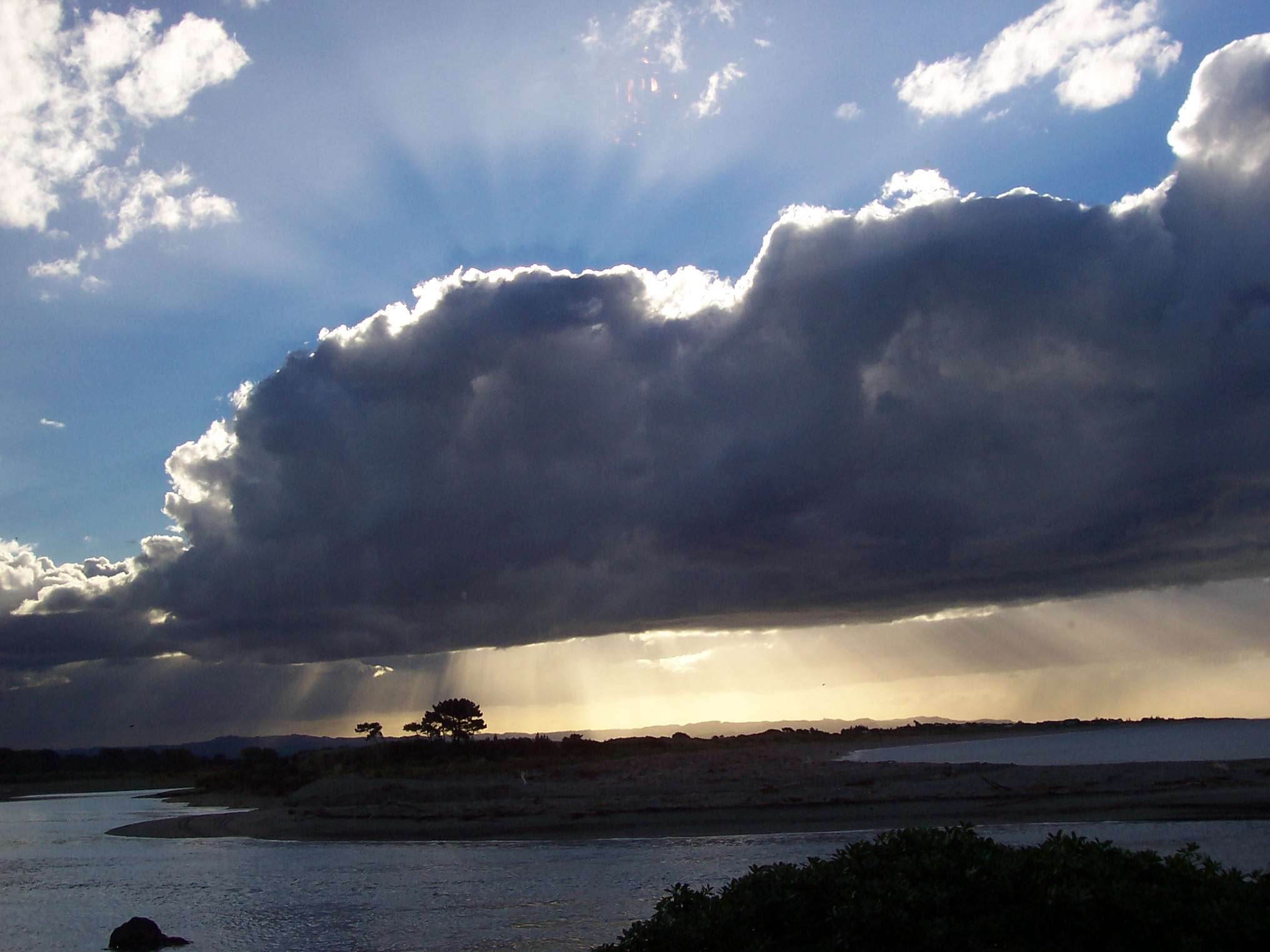
分厚い雲を挟んで上下に差す薄明光線、ニュージーランド北部の町ファカタネにて
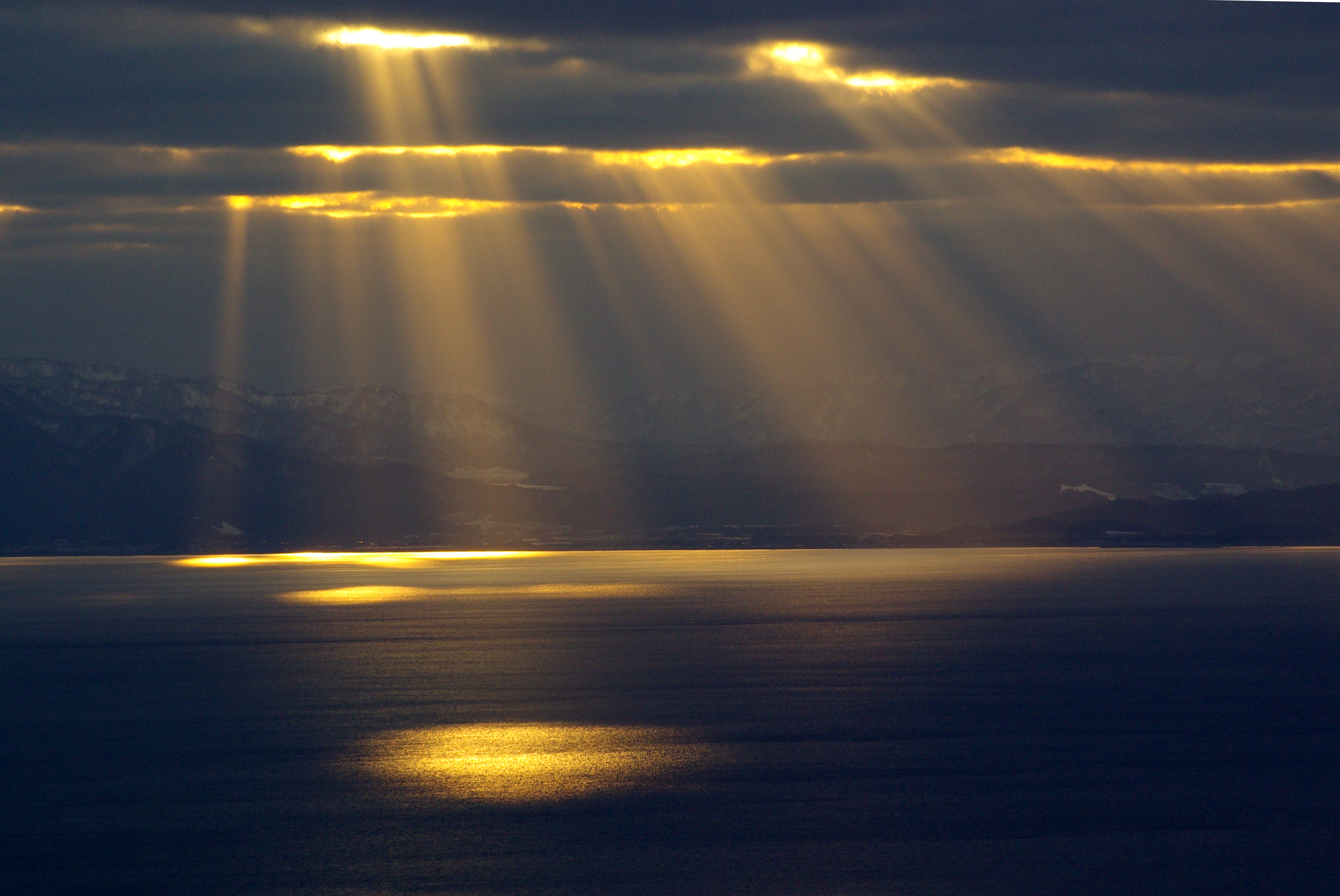
1月初旬の函館湾に現れた薄明光線
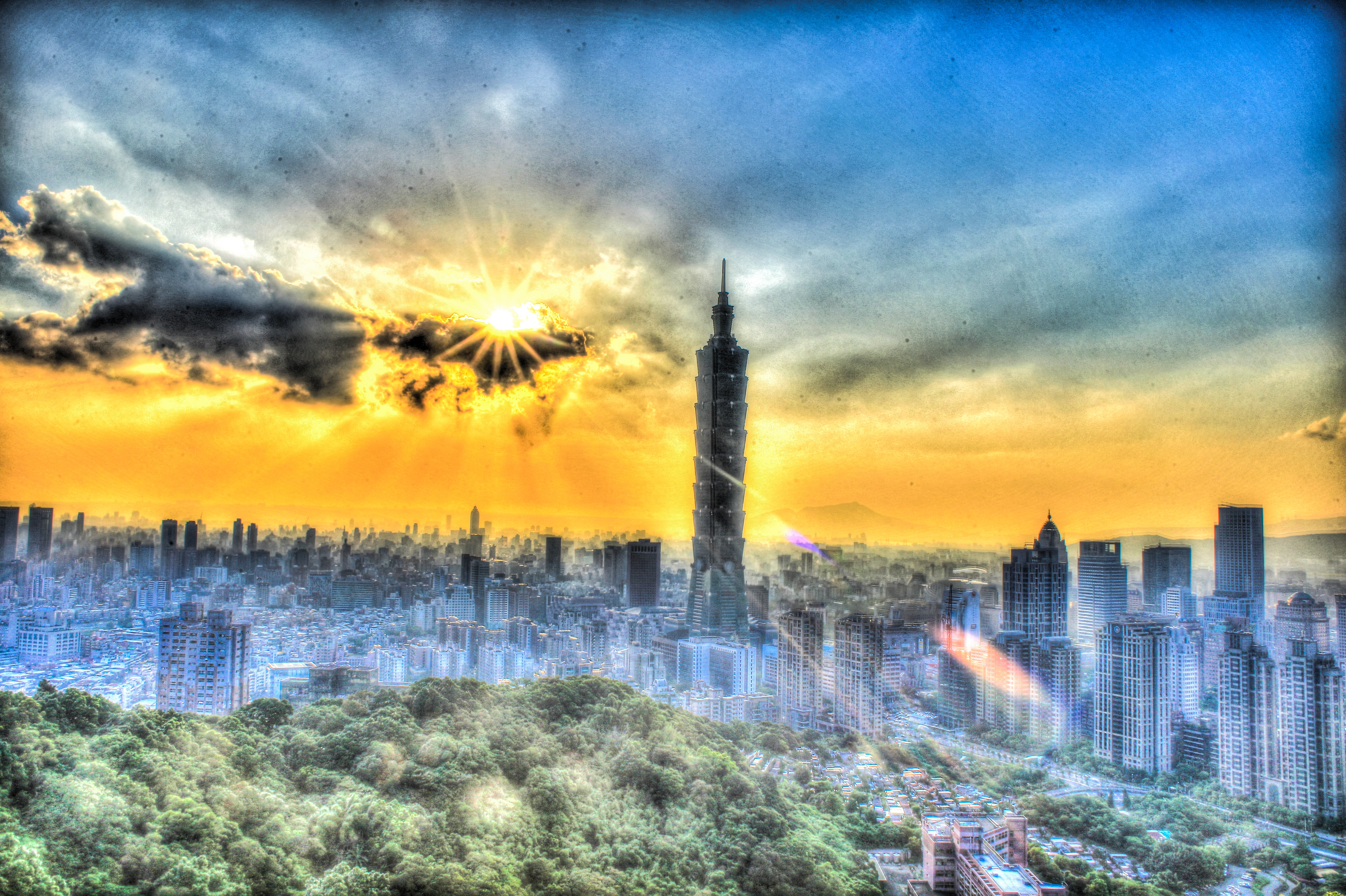
雲をよぎる薄明光線、台湾の台北の象山より
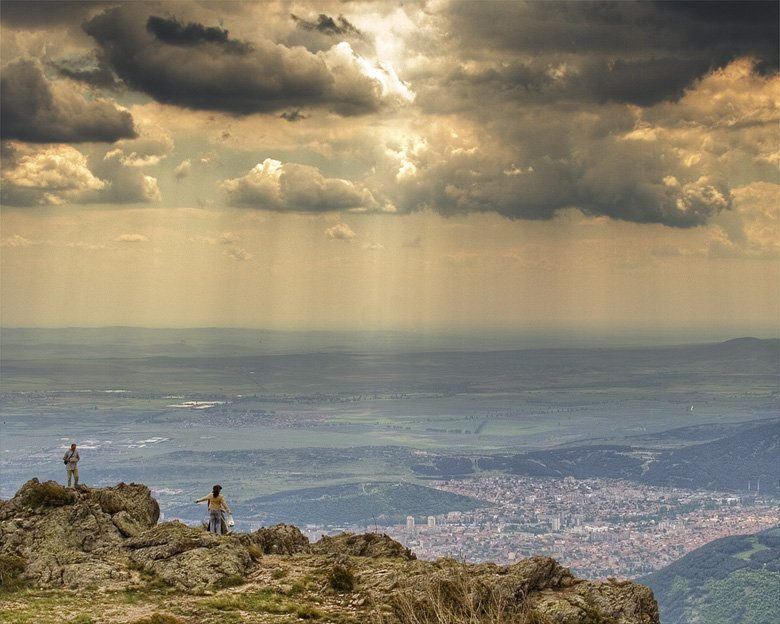
ブルガリアの町に差す薄明光線、高所より撮影
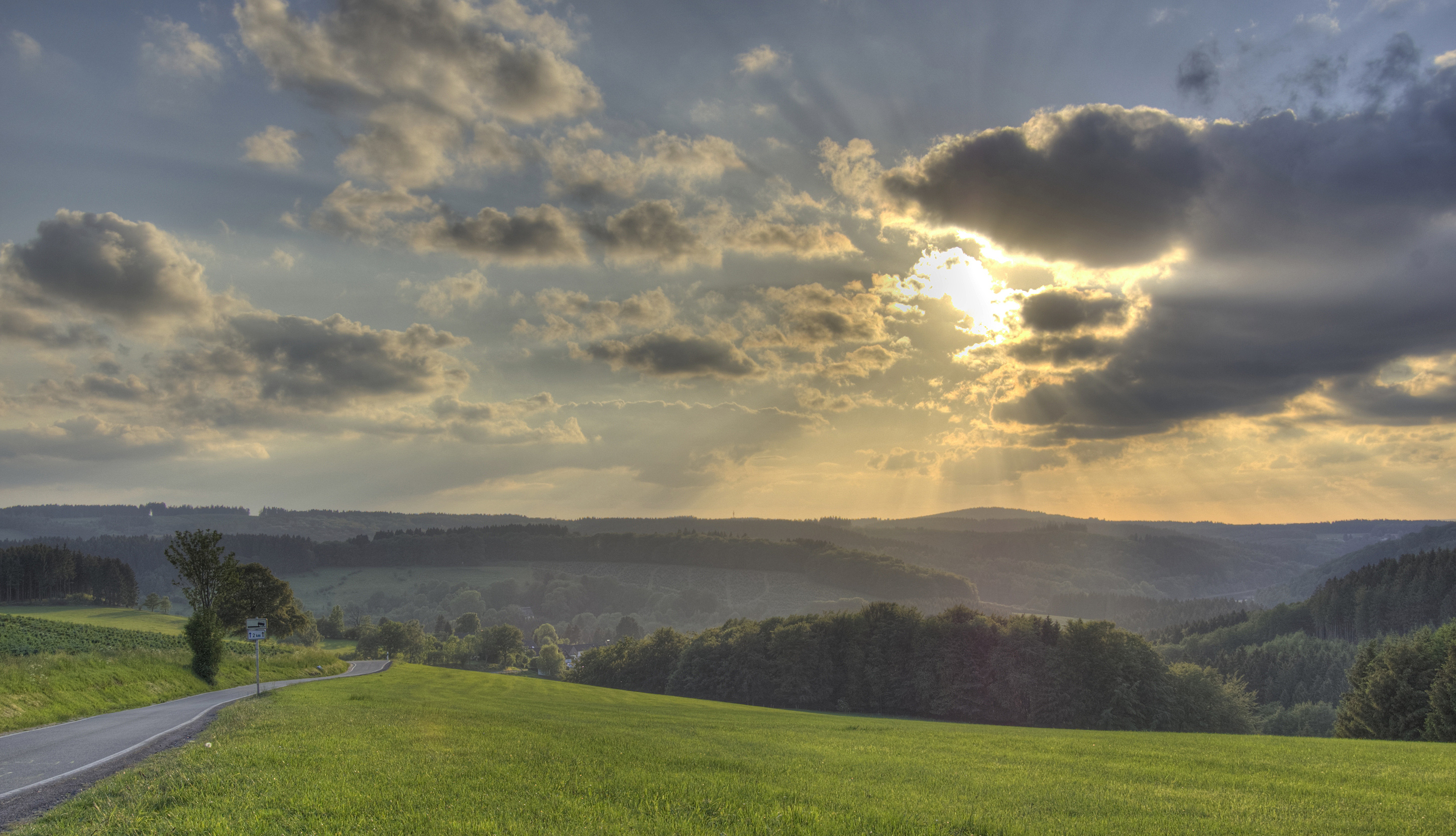

- ドイツ・ノルトライン=ヴェストファーレン州にて
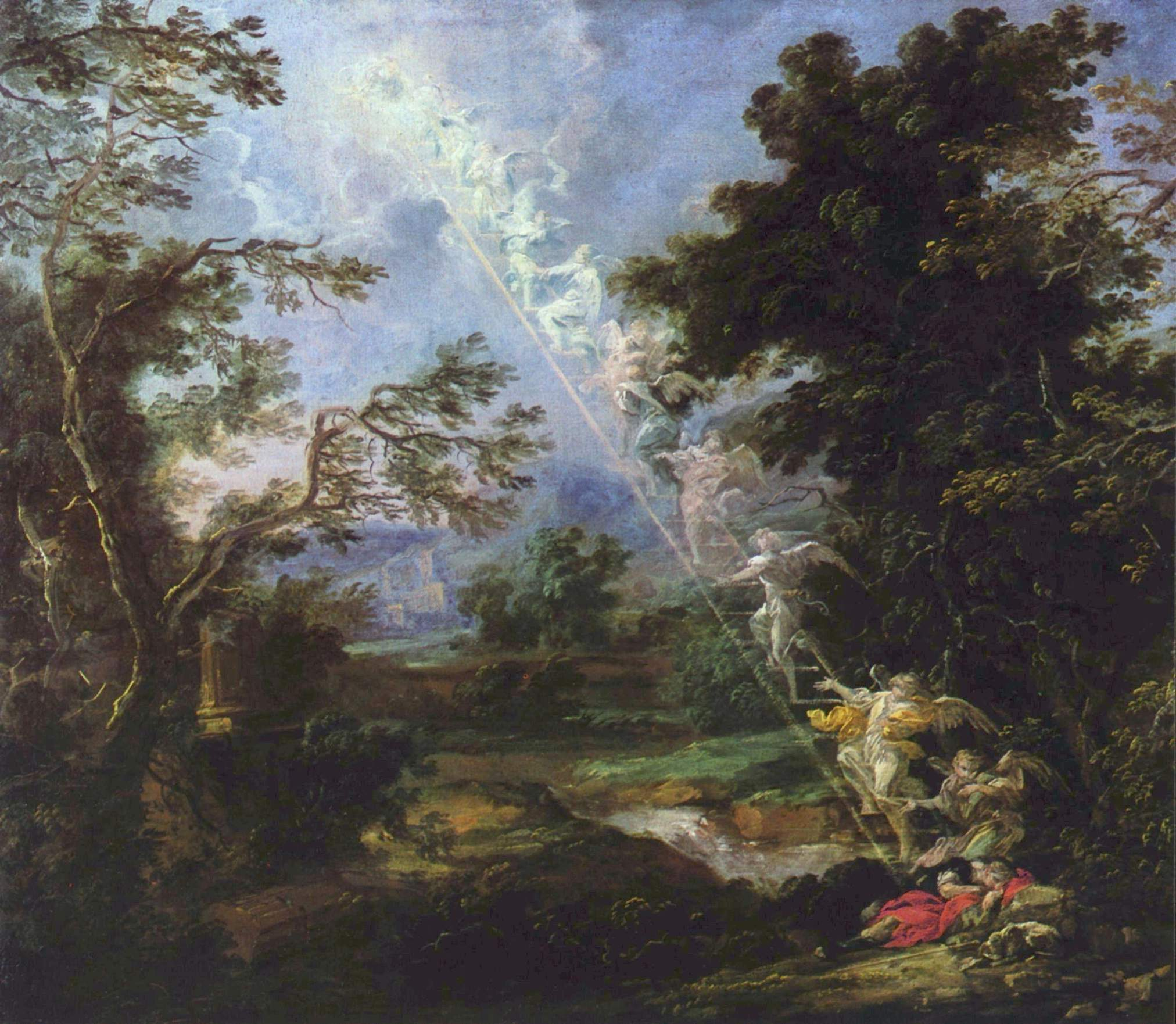
ヤコブのはしご（Michael Willmann）
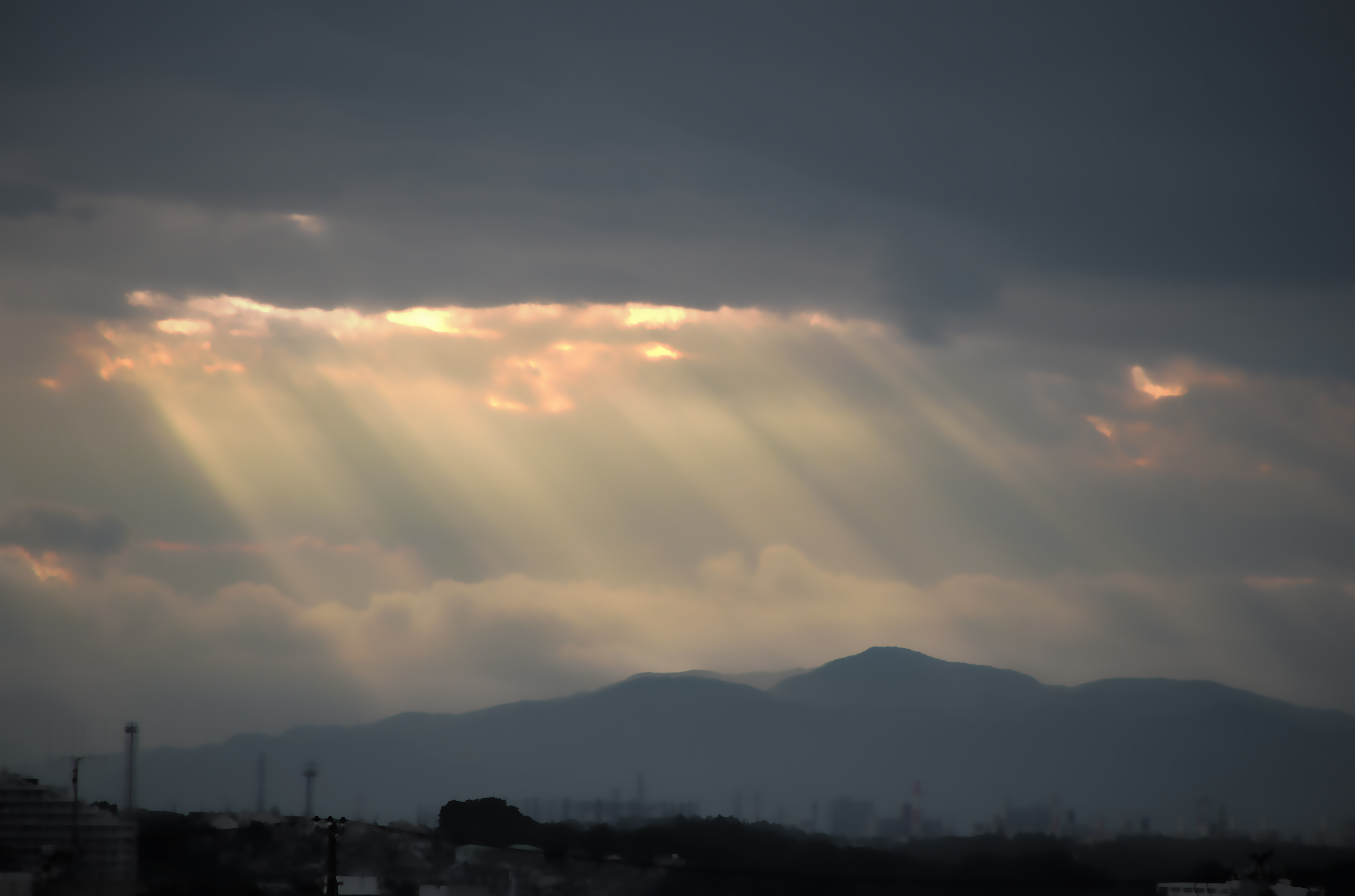
野毛山公園から見えた天使の梯子